# Rafał Rakoczy
Rafał Mariusz Rakoczy – polski inżynier, profesor nauk technicznych, nauczyciel akademicki

## Życiorys
W 2003 ukończył studia inżynierii chemicznej i procesowej w Politechnice Szczecińskiej, w 2006 obronił z wyróżnieniem pracę doktorską Oddziaływania cieplne pola elektromagnetycznego na płyny, której promotorem był prof. Stanisław Masiuk. W 2008 otrzymał medal Amicus Scientiae et Veritatis przyznany przez Szczecińskie Towarzystwo Naukowe. W 2011 habilitował się na podstawie pracy zatytułowanej Analiza teoretyczno-doświadczalna wpływu wirującego pola magnetycznego na wybrane operacje i procesy inżynierii chemicznej. W 2019 uzyskał tytuł profesora nauk technicznych.
Pracuje w Zachodniopomorskim Uniwersytecie Technologicznym w Szczecinie oraz należy do Rady Dyscypliny Naukowej - Inżynierii Chemicznej ZUT. Obecnie pełni funkcję Dziekana Wydziału Technologii i Inżynierii Chemicznej.